# لنا آندرئاسیان
لنا آندرئاسیان (ارمنی: Նայիրի Տէր-Մկրտիչեան؛ زادهٔ ۱۱ ژوئیهٔ ۱۹۹۹) بازیکن فوتبال در پست دروازه‌بان اهل ارمنستان است.

## باشگاهی
از باشگاه‌هایی که در آن بازی کرده‌است می‌توان به باشگاه فوتبال آلاشکرت اشاره کرد.

## تیم ملی
وی همچنین در تیم ملی فوتبال زنان ارمنستان بازی کرده‌است.